# Премия имени Василия Стуса
Премия имени Василия Стуса – премия, основанная в 1989 году Украинской ассоциацией независимой творческой интеллигенции (УАНТИ). Впервые вручалась во Львове. В 1990 году приобрела столичный статус.
С 2016 года Премией занимаются Украинский ПЕН, Киево-Могилянская Бизнес-Школа и издательство «Дух и Литера» . Они решили внести в традицию этой премии некоторые изменения, а именно: создать жюри, положение о премии и знаке отличия.
Премия имени Василия Стуса присуждается каждый год Украинским ПЕН авторам (литераторам, художникам, режиссёрам, музыкантам, культурным менеджерам), независимо от места жительства, прижизненно, за особый вклад в украинскую культуру и устойчивость гражданской позиции.
Церемония вручения проходит ежегодно в начале сентября.

## Лауреаты[1]

### 1989
- Галина Севрук, художница
- Мария Бурмака, певица

### 1990
- Раиса Лиша, поэтесса и художница
- Борис Довгань, скульптор

### 1991
- Николай Горбаль, поэт
- Ольга Богомолец, врач и певица
- Игорь Калинец, поэт и прозаик
- Надежда Светличная, публицист и правозащитница

### 1992
- Михайлина Коцюбинская, писательница и литературовед

### 1993
- Анна-Галя Горбач, переводчица
- Андрей Ментух, художник
- Антонина Листопад, поэтесса
- Андрей Антонюк, художник

### 1994
- Игорь Жук, поэт-песенник

### 1996
- Сергей Мороз, поэт и композитор

### 1997
- Леся и Галина Тельнюк — вокальный дуэт Сёстры Тельнюк
- Николай Малышко, скульптор и художник
- Лана Перлулайнен, поэтесса и прозаик

### 1998
- Василий Слапчук, писатель
- Ольга Кравчук

### 1999
- Василий Овсеенко, публицист
- Людмила Семикина, живописец
- Моисей Фишбейн, поэт и переводчик
- Владимир Губа, композитор

### 2000
- Сергей Жадан, писатель и музыкант

### 2001
- Галина Стефанова, актриса
- Любовь Панченко, художница-модельерка

### 2002
- Валентина Мастерова, журналистка и писательница
- Анатолий Перепадя, переводчик

### 2003
- Анатолий Русначенко, историк
- Михаил Москаленко, переводчик
- Валерий Франчук, художник

### 2004
- Костя Москалец
- Тарас Компаниченко, кобзарь и бандурист
- Иванна Крипьякевич-Димид, художница

### 2005
- Григорий Гусейнов, писатель и журналист
- Андрей Криштальский, писатель и журналист

### 2006
- Елена Голуб, певица
- Евгения Лещук, поэтесса
- Станислав Чернилевский, поэт и кинорежиссер

### 2007
- Михаил Ткачук, кинорежиссер
- Элеонора Соловей, литературовед
- Александра Матвийчук, правозащитница

### 2008
- Галина Могильницкая, поэтесса
- Александр Смык, бард и песенник
- Ольга Мельник

### 2009
- Мирослав Маринович, религиовед
- Осип Зинкевич, литературовед и издатель

### 2010
- Степан Семенюк, солдат УПА и бывший политзаключенный
- Александр Рябокрис, режиссер
- Андрей Данильченко, режиссер
- Кирилл Булкин, актёр и журналист
- Лариса Масенко, социолингвист

### 2011
- Мария Овдиенко, краевед и поэтесса
- Рок-группа «Сад»
- Ярослава Музыченко, журналист.

### 2012
- Евгений Захаров, правозащитник
- Владимир Вятрович, историк
- Ирина Жиленко, поэтесса
- Николай Плахотнюк, врач и бывший политзаключенный
- Любовь Миненко, художница
- Борис Ткаченко, публицист и краевед
- София Федина, певица и телеведущая[2]

### 2014
- Руслана Лыжичко, певица
- Святослав Вакарчук, музыкант
- Александр Положинский, музыкант

### 2016
- Александра Коваль, издатель

### 2017
- Афанасий Заливаха, живописец
- Владимир Кучинский, режиссер
- Иван Светличный, поэт
- Коллектив Украинского молодежного театра во Львове

### 2018
- Борис (Гудзяк), митрополит УКГЦ и общественный деятель[3]

### 2019
- Влад Троицкий, актёр и режиссёр

### 2020
- Ахтем Сеитаблаев, режиссёр

### 2021
- Тарас Возняк, культуролог и редактор

### 2022
- Виталий Портников, журналист

### 2023
- Сергей Буковский, режиссёр-документалист

## Жюри Премии 2023 года[1]
- Мирослав Маринович – председатель жюри, публицист, член-основатель Украинской Хельсинкской группы, почетный президент Украинского ПЕН;
- Александра Гнатюк – исследовательница, профессор НаУКМА и Варшавского университета;
- Владимир Ермоленко – философ, журналист, писатель, президент Украинского ПЕН;
- Юрий Прохасько – эссеист, переводчик;
- Виталий Портников – журналист, публицист, лауреат Премии имени Василия Стуса 2022;
- Александр Саврук – декан Киево-Могилянской Бизнес Школы;
- Элеонора Соловей – литературовед;
- Леонид Финберг – главный редактор издательства «Дух и Литера».